# Ricardo Aronovich

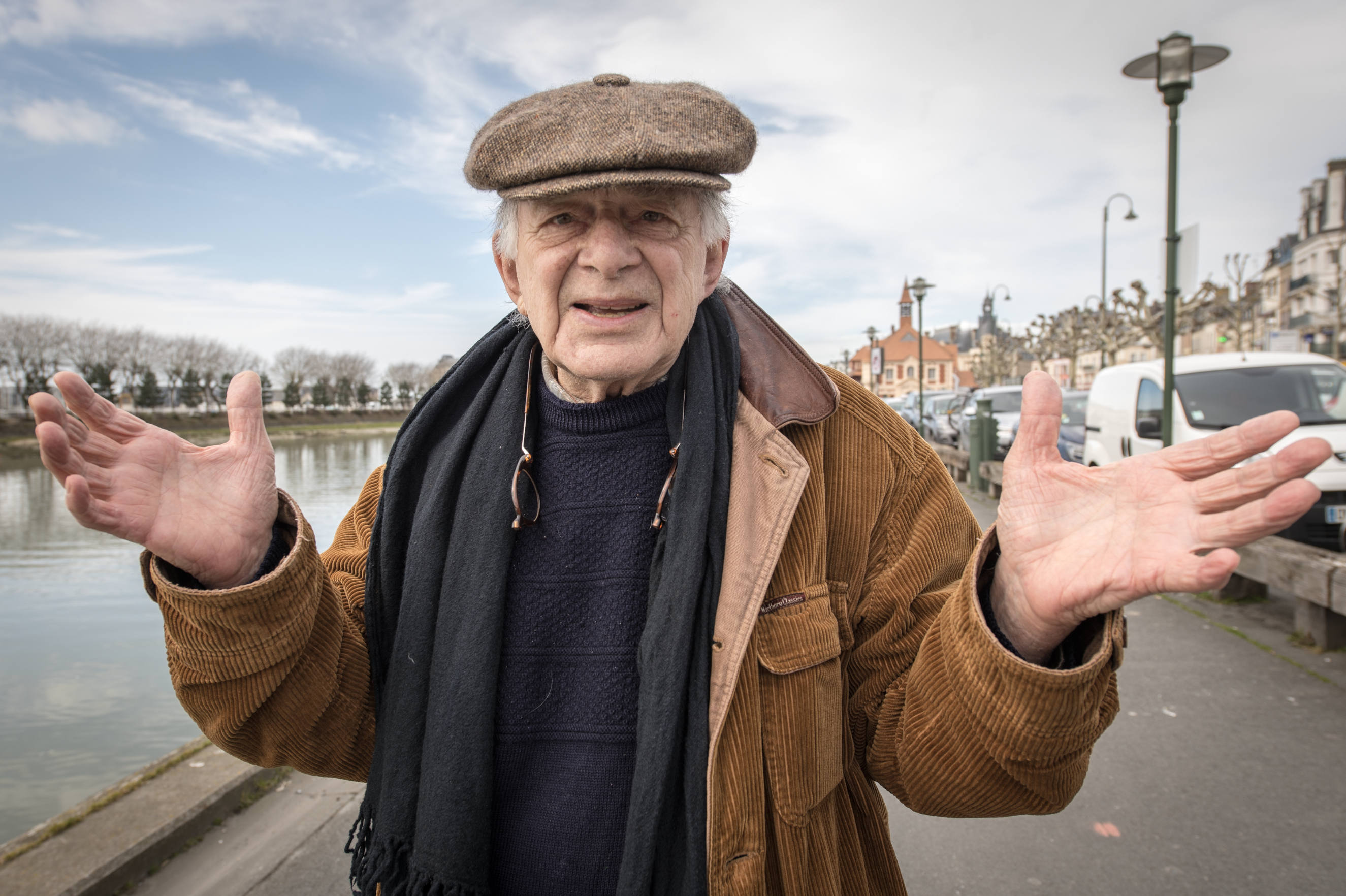
Ricardo Aronovich, 2018

Ricardo Aronovich (* 4. Januar 1930 in Buenos Aires) ist ein argentinischer Kameramann.

## Biografie
Aronovich absolvierte eine Fotografenausbildung am Institute of Design in Chicago und bildete sich danach autodidaktisch fort. Ab 1956 drehte er Kurzfilme in Argentinien und vier Jahre später folgte sein erster Spielfilm. Ab 1968 war er vorwiegend an französischen Filmproduktionen beteiligt. Er arbeitete u. a. mit Louis Malle, Alain Resnais, Costa-Gavras und Ettore Scola zusammen. Für die Filme Providence und Le Bal – Der Tanzpalast wurde er für den César als bester Kameramann nominiert.

## Filmografie (Auswahl)
- 1971: Herzflimmern (Le souffle au cœur)
- 1972: Das Attentat (L'attentat)
- 1972: Die Affaire (Chère Louise, La lunga notte di Louise)
- 1975: Nachtblende (L’important c’est d’aimer)
- 1976: Im Scheinwerferlicht (Lumière)
- 1977: Providence
- 1979: Die Liebe einer Frau (Clair de femme)
- 1981: Die Ortliebschen Frauen
- 1982: Vermißt (Missing)
- 1983: Le Bal – Der Tanzpalast (Le bal)
- 1987: Die Familie (La famiglia)
- 1990: The Man Inside – Tödliche Nachrichten (The Man Inside)
- 1996: Désiré
- 1998: Das Floß der Medusa (Le radeau de la Méduse)
- 1999: Die wiedergefundene Zeit (Le temps retrouvé)
- 2001: Náufragos – Gestrandet (Stranded: Náufragos)
- 2006: Klimt